# Castellà de Xile
El castellà de Xile o castellà xilè és el conjunt de modalitats de la llengua castellana tal com es parla a Xile i comprèn diversos dialectes o parlars, entre els quals cal destacar el castellà andí, parlat al nord, o el castellà chilota, parlat a l'arxipèlag de Chiloé. Hom considera que les varietats xilenes del castellà són de les més distintives, peculiars i fàcils d'identificar. La procedència dels colonitzadors de Xile, que partiren sobretot d’Andalusia i Extremadura, ha marcat els trets del castellà xilè com el de la gran majoria de varietats americanes. Un altre factor diferenciador, dins dels castellans americans, ha estat l’aportació de les llengües indígenes parlades a Xile, sobretot el mapudungun, però també el quítxua i l'aimara.
El castellà és l'idioma més parlat del país i n'és de facto la llengua oficial. La proposta constitucional que es va votar l'any 2022 i que finalment fou rebutjada establia el castellà, anomenat "castellano", com l'única llengua oficial del país en l'art. 133.12 sobre el plurilingüisme de l'Estat. La denominació castellano conviu amb la de español, sent la segona la més freqüent, sobretot en contextos informals.

## Pertinença al castellà atlàntic
Segons Diego Catalán, en lloc de classificar les varietats del castellà en castellà espanyol i castellà americà, com s'ha solgut fer, seria més convenient parlar de castellà de Castella i castellà atlàntic. Aquesta última varietat o macrodialecte englobaria el castellà parlat al sud de la península Ibèrica, el de les illes Canàries i el de les Amèriques. Alguns trets característics d’aquest macrodialecte, compartits pel castellà xilè, són els següents:
- “Seseo” o confusió dels fonemes /s/ i /θ/ a favor del primer.
- Aspiració o pèrdua de la /s/ implosiva.
- Aspiració de la consonant /x/.
- Relaxació de les consonants /b, d, g/ entre vocals, fins a la seva desaparició (lavar → laar, picada → picá, cueva → cuea).
- “Yeísmo” o reducció de /y/ i /ʎ/ a favor del primer fonema.
- Pèrdua del pronom vosotros, substituït per ustedes.
- Preferència pel pretèrit simple (canté) per damunt del compost (he cantado).

Un tret compartit amb els dialectes americans, però no amb els de la costa est de l’Atlàntic (castellà andalús i canari), és el “voseo” o ús del vos com a segona persona del singular.

## Pronunciació
A més dels elements esmentats en l'apartat precedent, cal subratllar els següents:
- Relaxació de l’africada /tʃ/ fins a apropar-lo a /ʃ/, tret propi de parles incultes.
- Diftongació del hiat /ea/ en /ya/ quan la /e/ és àtona.
- Pronunciació africada de /tr/, propera a /tʃ/, tret propi de parles incultes.[5]

Pel que fa a l’aspiració de la /s/ implosiva i el seu ensordiment abans de pausa, són fenòmens comuns fins i tot en les persones instruïdes, com també ho és la pèrdua de consonants dentals entre vocals, fenòmens que en altres parlars atlàntics es restringeixen sobretot a la parla inculta.
D'altra banda, i llevat dels dialectes del nord influïts per l’aimara, en el castellà de Xile no és freqüent la debilitació de vocals àtones. Per contra, sí que és freqüent l’increment de quantitat vocàlica davant de /s/ implosiva aspirada o ensordida.

## Morfologia i sintaxi
Alguns trets gramaticals destacables són els següents:

### Substantius
- Alguns substantius tenen un gènere diferent del normatiu o del més comú en altres varietats (p. ex., el sartén, la piyama, el sauna, etc.).

### Pronoms
- Com en la resta de modalitats americanes i a diferència del castellà espanyol, a Xile l’ús del pronom àton de tercera persona sol seguir el criteri etimològic (lo per al complement directe i le per al complement indirecte), tot i que també s'hi ha introduït el “le de cortesia”.

### Possessius
- És molt freqüent la construcció adverbi + possessiu, del tipus detrás suyo en lloc de detrás de él, en tots els registres.
- També es dona la forma pronominal del possessiu plural: la casa de nosotros / ustedes / ellos en lloc de nuestra / su casa.

### Verbs
- Preferència pel futur perifràstic (voy a cantar en lloc de cantaré).
- Construcció condicional amb dos subjuntius compostos, en lloc d’un condicional compost (Si hubiera seguido, también hubiera llegado, en lloc de ... habría llegado).
- Ús arcaic del present de subjuntiu en oracions completives que depenen de verbs de sentiment, opinió, pensament o coneixement (p. ex., No sé quién sea).
- Ús de l’imperfet de subjuntiu per reforçar el valor hipotètic en el verb parecer (p. ex., Pareciera que no está).
- Concordança en nombre a sensu del verb haber (Habían muchas personas), tot i que també es pot entendre com una reinterpretació personal del verb, com sembla que s'esdevé quan pren "nosaltres" com a subjecte el·líptic (p. ex., Habemos cinco personas per dir Somos [un grupo de] cinco personas).
- Ús diferent d’alguns règims verbals (p. ex., Me recuerdo de tu hermano, Se desiste de declarar, Jubiló este año, Contáctese con nosotros, ¿Cuándo te regresas?, etc.).

### Adverbis i partícules
- Ús abundant dels adverbis recién (‘fa poc’, ‘tot just’) i capaz o capaz que (‘potser’).
- Ús de nomás en lloc de solo o solamente.
- Ús abundantíssim de l’adverbi pues, pronunciat [po], al final de l’oració (p. ex., Yo no voy po, Sí po, Ya po, dímelo, etc.).
- Ús emfàtic, propi de les generacions de més edat, de l’adverbi sí al final de l’oració (p. ex. Llegaron lejos sí).
- Pervivència de luego amb el sentit de 'ràpidament' o 'aviat' (p. ex., Mejórate luego, Avísame luego).
- Ús adverbial del pronom nada (p. ex., Él no vino nada, Ella no lo compró nada).
- Ús de ahí amb sentit temporal (p. ex. Ahí recién lo entendí).
- Adverbi interrogatiu qué tan o qué tanto en el sentit de ‘quant’ o ‘gaire’ (p. ex., ¿Qué tan lejos queda? per ‘És gaire lluny?’).
- Ús de la perífrasi a ~ pelado per a indicar que es té una part del cos al descobert: a pie pelao, a pata pelá, a guata pelá.
- Ús de les perífrasis al tiro o al toque ‘immediatament’.

### Diminutius
- Ús abundant dels diminutius, més enllà de substantius i adjectius, també en pronoms i adverbis: nadita, todito, alguito, tantito, arribita, abajito, lueguito, etc.

### Preposicions
- Ús comitatiu de la preposició con. Una frase com Fuimos de paseo con mi hermana, per exemple, es pot referir exclusivament al parlant i a sa germana; el "nosaltres", doncs, no ha de referir-se a més d’una persona.
- Ús de sobre amb el sentit de ‘més de’ (p. ex., Había sobre cincuenta personas).
- Ús de la perífrasi al frente de en lloc de enfrente de.

### Conjuncions
- Ús de cosa que amb el sentit de ‘de manera que’ (p. ex., Ándate temprano, cosa que te encuentre al llegar).
- Preferència per mientras más... en lloc de cuanto más... (p. ex., Mientras más se lo preguntes, más se demorará).
- Presència del “que galicado” en estructures clivellades (p. ex., Es por mi que lo hizo en lloc de Es por mi por quien lo hizo, Fue entonces que pasó en lloc de Fue entonces cuando pasó, etc.).

## Formes de tractament
A Xile s'empren tres pronoms diferents de segona persona singular: vo, tú i usted.
Pel que fa a l’"ustedeo", hi està més estès que en la gran majoria de països i fins al dia d’avui és habitual que les parelles i els matrimonis, àdhuc joves, es tractin de usted.
En relació amb el "voseo", hom n’ha distingit tres menes: el "voseo" complet, que combina el pronom vos amb una conjugació derivada de la segona persona del plural; el "voseo" pronominal, que combina el pronom vos amb la conjugació de la segona persona del singular; i el "voseo" verbal, que combina el pronom tú amb una conjugació derivada de la segona persona del plural.
Seguint aquesta classificació, es pot afirmar que a Xile hi ha "voseo" complet (vo cantái, ‘tu cantes') i verbal (tú cantái), mentre que el "voseo" pronominal pràcticament no existeix (vo cantas). Al costat del "voseo" complet i verbal, existeix també la conjugació normativa amb tú (tú cantas). L'adjectiu i pronom possessiu corresponent al vos xilè són tu, tuyo.
En general, el "voseo" complet s'associa a les zones més rurals o als estrats incultes urbans, així com als registres informals. Entre el jovent urbà amb educació, en canvi, guanya terreny el "voseo" verbal en substitució del complet en registres informals. El "tuteo" complet se sol percebre com una forma literària, impròpia de la llengua oral.
La conjugació segueix aquest model:
- Present d’indicatiu: vo cantái, comí, partí.
- Pretèrit imperfet d’indicatiu: vo cantabai, comíai, partíai.
- Futur simple d’indicatiu: vo cantarái, comerái, partirái (poc emprat, perquè se sol fer servir el perifràstic: vai a cantar).
- Condicional simple: vo cantaríai, comeríai, partiríai.
- Present de subjuntiu: vo cantí, comái, partái.
- Pretèrit imperfet de subjuntiu: vo cantarai / cantase, comierai / comiese, partierai / partiese.

El pretèrit perfet simple i l’imperatiu segueixen el model normatiu (cantaste, comiste, partiste; canta, come, parte). Moltes formes imperatives afegeixen una /e/ epentètica final no normativa: pone (per pon), hace (haz), etc. El verb ser en present d’indicatiu pot fer vo soi o vo erí, mentre que el verb ver fa vo veí. El pretèrit perfet compost es forma amb hai o habí: vo hai comío, habí comío.

## Lèxic

### Procedència
Un element típic del castellà xilè són els nombrosos manlleus de llengües indígenes, sobretot del quítxua, l’aimara i el mapudungun. Algunes d’aquestes paraules han passat al lèxic comú del castellà, sobretot les referides a animals i vegetals; per tant, no tots aquests mots es poden considerar xilenismes.
Mots d’origen quítxua o aimara: pampa, puna (‘terra alta dels Andes'), cóndor, llama, puma, vicuña, guanaco, paco o alpaca, pisco, papa (‘patata’), choclo (‘blat de moro’), poroto (‘fesols'), quinua (‘quinoa’), zapallo (‘carabassa’, el carbassó es diu zapallo italiano), lúcuma, palta (‘alvocat’), palto (‘alvocater’), coca (referit al vegetal), carpa (‘tenda de campanya’), guaraca (‘fona’), quipo (cordill amb nusos emprat com a mitjà mnemotècnic), charque (carn curada a l’aire), mate (referit a la planta, a la infusió i al recipient per a prendre-la), mote (blat de moro desgranat i cuit), chiripa (mocador gran), huincha (‘cinta’, també ‘cinta mètrica’), chino (també chinito, apel·latiu afectuós), guacho (‘orfe’, també guachito, apel·latiu afectuós), gugagua (‘criatura de pit’), yanacona (insult aplicat a indígenes que treballen per als huincas o eurodescendents), pallar (improvisar cobles), pallador (dit de qui palla), chúcaro (‘esquerp’), chasca (‘manyoc de cabells'), chascón (‘escabellat’), guano (fems d’aus marines emprat com a adob), pucho (‘cigarreta’ o ‘burilla’), tincar (‘semblar bé, venir de gust’), cancha (‘pista esportiva’).
Mots d’origen mapudungun: boldo (nom de planta), cahuín ('renou'), malón (ràtzia que feien els indígenes, emprat també en sentit figurat), canchalagua (nom de planta), charchazo (‘plantofada’), chavalongo (tifus), guarén (mena de rata), guata (‘panxa’), guatón (‘panxarrut’), guatiarse (‘desinflar-se un pneumàtic’), jote (au rapaç), litre (tipus d’arbre), pololo (‘amant, xicot’), pololiar (‘sortir amb algú’), poto (‘cul’), puelche (‘vent de ponent’).
També hi ha mots procedents d'altres llengües natives, compartits amb altres varietats del castellà. Algunes paraules de llengües antillanes són ají, jaiba, maní (‘cacahuet’), mentre que chicha (beguda fermentada) seria un exemple de paraula procedent del tupí-guaraní.
També hi ha mots arribats de llengües europees absents del castellà espanyol: garzón (‘cambrer’, del francès garçon, si bé mesero és més freqüent), bacán (‘estupend’, del genovès bacàn), gasfíter o gasfitero (‘lampista’, de l’anglès gasfitter), overol (‘granota’ en el sentit de peça de roba). Entre els calcs de llengües europees es poden destacar: parlante (‘altaveu’), concreto (‘hormigón’)

### Lèxic hispanoamericà
Vet aquí alguns exemples de paraules i expressions que el castellà de Xile comparteix amb altres varietats de l'idioma: arveja ('pèsol'), alistarse ('vestir-se, preparar-se per sortir'), cesantía ('atur, subsidi d'atur'), chancho ('porc'), chauchera ('moneder'), conversatorio ('taula rodona'), enojarse ('enfadar-se'), frazada ('manta, flassada'), fundo (‘finca rústica’), harto ('força, molt'), liviano ('lleuger'), plata ('diners'), pararse ('posar-se dret'), recibirse ('graduar-se, llicenciar-se'), rubro ('epígraf'), saco ('americana'), vereda ('vorera'), vocero ('portaveu').

### Lèxic específicament xilè
Vet aquí algunes paraules i modismes xilens, molts d'ells propis de la parla col·loquial o vulgar: ahueonao ('estúpid'), brígido ('exagerat, intens'), cabro chico ('nen'), ¿cachái? ('saps?'), caleta ('molt'), caña ('ressaca'), carrete ('festa'), carretiar ('sortir de festa'), chato ('harto'), cola ('gai'), confor ('paper higiènic'), copete ('beguda alcohòlica'), copetiar, cuático ('estrany', sovint negatiu), culiar ('practicar sexe'), curao ('begut'), filo ('entesos'), flojera ('mandra'), fome ('avorrit'), hueá ('ximpleria, cosa'), huevear ('molestar'), hueveo ('diversió'), jotear ('flirtejar'), milico ('soldat'), paco ('agent de policia'), pega ('feina'), pelar ('criticar'), peludo ('difícil'), piola ('tranquil'), ¡qué chucha! (expressió de sorpresa), quiltro ('gos mestís'), raja ('cansat, esgotat'), retar ('renyar'), siútico ('snob').